# رودخانه آ (نت)
رودخانه آ (به آلمانی: Aa) یک رود در آلمان است که در نوردراین-وستفالن واقع شده‌است.